# SVT1
SVT1 (SVT Ett), potocznie Ettan – pierwszy kanał szwedzkiej telewizji publicznej SVT. Kanał rozpoczął nadawanie 4 września 1956. Nadaje w formacie 720p HDTV. Siedziba SVT1 znajduje się w Sztokholmie.
25 listopada 2016 w związku z 60. rocznicą SVT wprowadzono nowe logo, które zostało stworzone przez agencję Happy FB.

## Poprzednie nazwy
- Radiotjänst TV (1956–1957)
- Sveriges TV (1957–1969)
- TV1 (1969–1987)
- Kanal 1 (1987–1996)

## Programy
Dzień nadawania w SVT1 rozpoczyna się od programu śniadaniowego Morgonstudion, po którym następuje mieszanka powtórek z programów telewizyjnych, filmów, seriali, programów w czasopismach i filmach dokumentalnych z poprzedniego wieczoru, a także sport na żywo. Główny program wieczorny Rapport odbywa się codziennie o 19:30.
SVT1 jest zwykle kanałem corocznych wydarzeń o znaczeniu krajowym, takich jak ogłoszenie i wręczenie różnych nagród Nobla, Melodifestivalen oraz Konkursu Piosenki Eurowizji.